# 4969 Lawrence
4969 Lawrence eller 1986 TU är en asteroid i huvudbältet som upptäcktes 4 oktober 1986 av den amerikanske astronomen Eleanor F. Helin vid Palomar-observatoriet. Den är uppkallad efter den amerikanske astronomen Kenneth Lawrence.
Asteroiden har en diameter på ungefär 6 kilometer och den tillhör asteroidgruppen Pallas.